# Lyonia ovalifolia
Lyonia ovalifolia là một loài thực vật có hoa trong họ Thạch nam. Loài này được (Wall.) Drude mô tả khoa học đầu tiên năm 1889.

## Hình ảnh

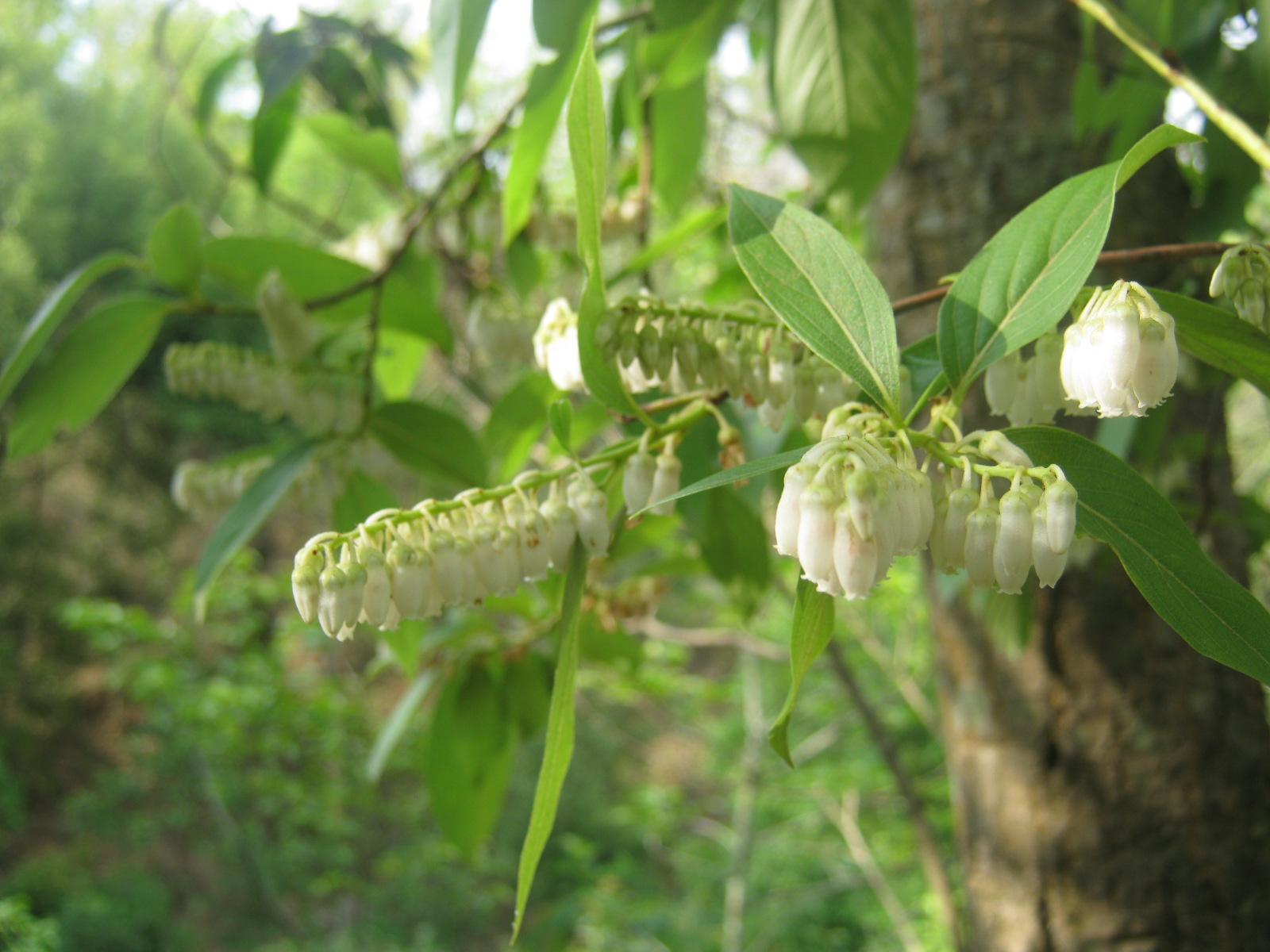
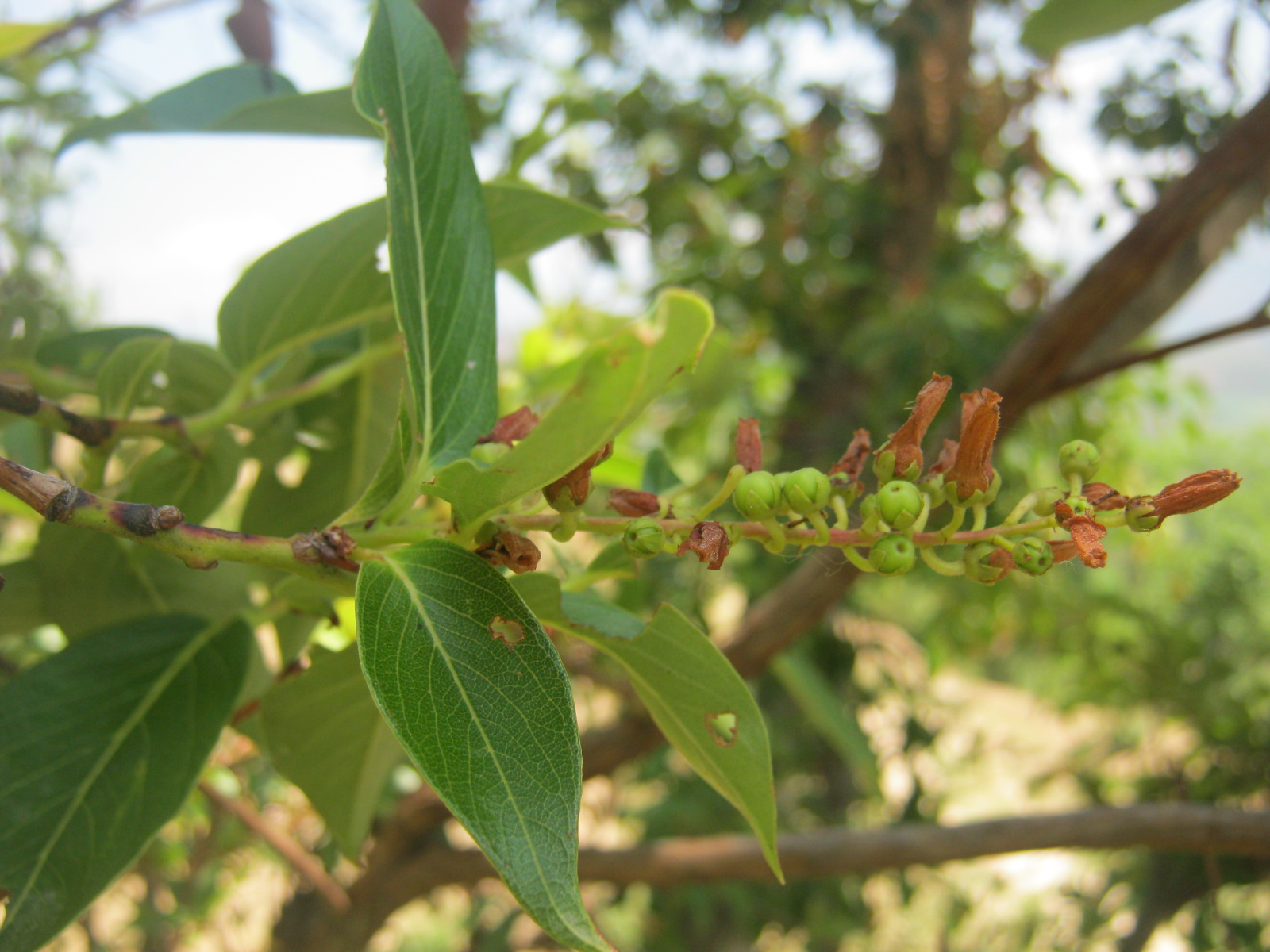
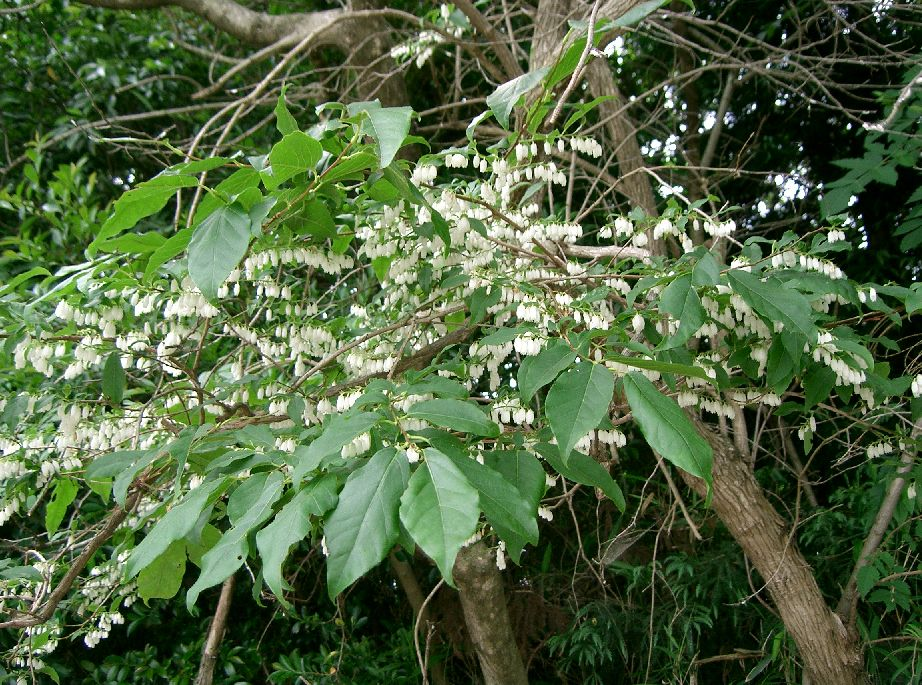
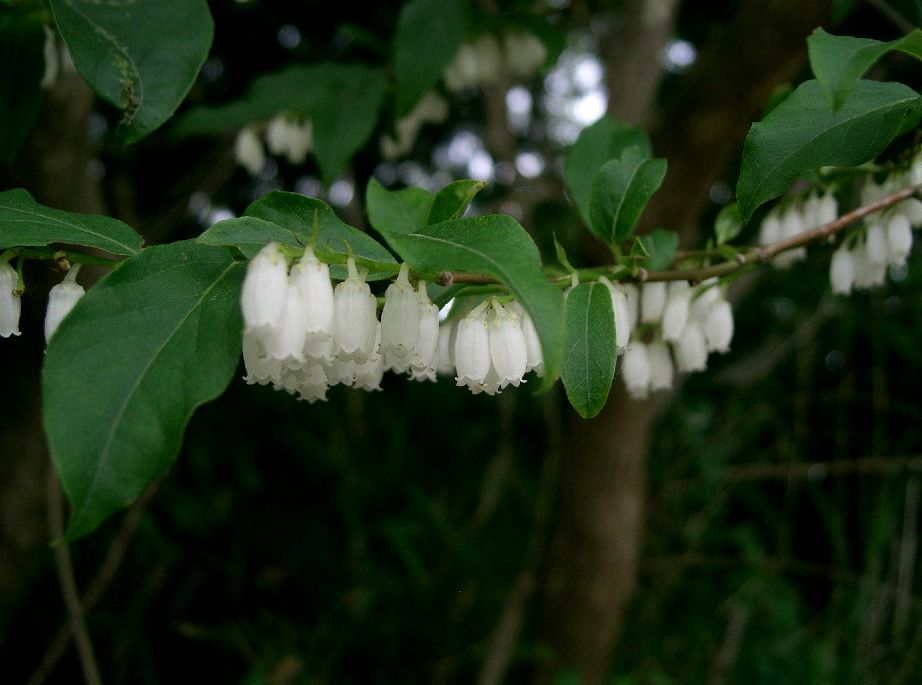